# هيتشتيت
هتيشتيت (بالألمانية: Hettstedt) هي بلدة ألمانية تقع في ألمانيا في ساكسونيا أنهالت.  يقدر عدد سكانها بـ 15,379 نسمة .

## المدن التوأمة
مدن برغكامن و Vöhringen هي مدن توأمة لـهيتشتيت.

## أعلام
- أوقست أهرينس